# Walter Sande
Pour les articles homonymes, voir Sande.
Walter Sande est un acteur américain, né J. Thomas Sandvall le 9 juillet 1906 à Denver (Colorado), mort le 22 novembre 1971 à Chicago (Illinois).

## Biographie
Au cinéma, sous le pseudonyme de Walter Sande, il contribue à cent-soixante-dix-sept films américains (comme second rôle de caractère ou dans des petits rôles non crédités), le premier sorti en 1937. Le dernier est Cold Turkey de Norman Lear (avec Dick Van Dyke), sorti en 1971, année de sa mort d'une hémorragie cérébrale.
Dans l'intervalle, mentionnons Le Port de l'angoisse d'Howard Hawks (1944, avec Humphrey Bogart et Lauren Bacall), Une place au soleil de George Stevens (1951, avec Montgomery Clift et Elizabeth Taylor), le western Bronco Apache de Robert Aldrich (1954, avec Burt Lancaster et Jean Peters), Johnny Tremain de Robert Stevenson (1957, avec Luana Patten), ou encore Sunrise at Campobello de Vincent J. Donehue (1960, avec Ralph Bellamy et Greer Garson).
Pour la télévision, Walter Sande collabore dès 1947 à quatre-vingt-deux séries, dont Badge 714 (quinze épisodes, 1953-1956), Laramie (cinq épisodes, 1959-1962) et Les Mystères de l'Ouest (trois épisodes, 1967). Il tient son ultime rôle au petit écran dans deux épisodes, diffusés en 1972 (quelques mois après sa mort), de la série Le Monde merveilleux de Disney.

## Filmographie partielle

### Au cinéma
- 1937 : L'Apprenti gangster (en) de Bernard Vorhaus : Détective Faber
- 1938 : Arson Gang Busters (en) de Joseph Kane : Oscar
- 1938 : Miss Manton est folle (The Mad Miss Manton) de Leigh Jason : Jim
- 1938 : Toute la ville danse (The Great Waltz) de Julien Duvivier : Un révolutionnaire
- 1939 : Divorcé malgré lui (Eternally Yours) de Tay Garnett : Ralph
- 1939 : Monsieur Smith au Sénat (Mr. Smith Goes to Washington) de Frank Capra : Le journaliste à la pipe
- 1940 : On ne roule pas sa femme (en) (You Can't Fool Your Wife) de Ray McCarey : M. Gillespie Jr.
- 1940 : Arizona de Wesley Ruggles : Lieutenant Chapin
- 1941 : Le Masque aux dents blanches (The Iron Claw), serial de James W. Horne : Jack « Flash » Strong
- 1941 : Citizen Kane d'Orson Welles : Un journaliste à Xanadu
- 1941 : Confessions of Boston Blackie d'Edward Dmytryk : Détective Matthews
- 1941 : Parachute Batallion (en) de Leslie Goodwins : L'officier-médecin
- 1941 : Nuits joyeuses à Honolulu (Navy Blues) de Lloyd Bacon : le policier de la marine (non crédité)
- 1942 : Fantômes déchaînés (A-Haunting We Will Go) d'Alfred L. Werker : L'homme pressé
- 1942 : Freckles Comes Home (en) de Jean Yarbrough : « Muggsy » Dolan / Jack Leach
- 1942 : Ma sœur est capricieuse (My Sister Eileen) d'Alexander Hall : Jackson
- 1942 : Wings for the Eagle de Lloyd Bacon : un travailleur
- 1942 : Blue, White and Perfect de Herbert I. Leeds
- 1943 : Gung Ho! (« Gung Ho! » : The Story of Carlson's Makin Island Raiders) de Ray Enright : « Gunner » McBride
- 1943 : Air Force d'Howard Hawks : Joe
- 1943 : The Chance of a Lifetime (en) de William Castle : Détective Matthews
- 1943 : The Purple V de George Sherman
- 1943 : L'Amour travesti (Slighty Dangerous) de Wesley Ruggles : Un journaliste
- 1943 : Reveille with Beverly de Charles Barton : Cavansback
- 1943 : Un nommé Joe (A Guy Named Joe) de Victor Fleming : Sergent Sande
- 1944 : Le Port de l'angoisse (To Have and Have Not) de Howard Hawks : Johnson
- 1944 : Et voilà la vie (This Is the Life) de Felix E. Feist

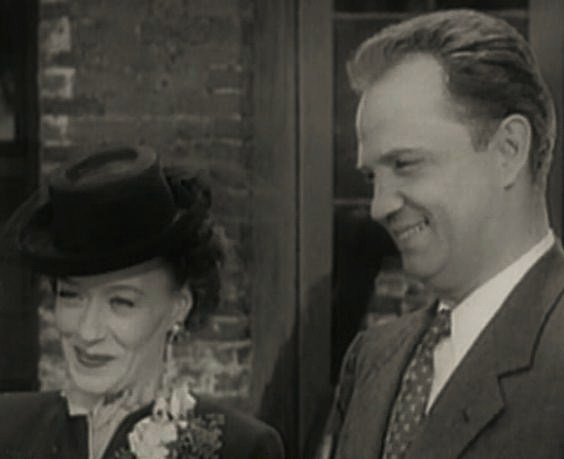
Avec Ona Munson, dans La Maison rouge (1947)

- 1945 : Le Grand Bill (Along Came Jones) de Stuart Heisler : Ira Waggoner
- 1945 : Les Quatre Bandits de Coffeyville (The Daltons Ride Again) de Ray Taylor : Wilkins
- 1945 : L'assassin rôde toujours (The Spider) de Robert D. Webb : Détective-lieutenant Walter Castle
- 1946 : Le Dahlia bleu (The Blue Dahlia) de George Marsall : Heath
- 1946 : Nocturne d'Edwin L. Marin : Lieutenant Halberson
- 1947 : Les Corsaires de la terre (Wild Harvest) de Tay Garnett : Long
- 1947 : Rendez-vous de Noël (Christmas Eve) d'Edwin L. Marin : le chaperon de Mario
- 1947 : La Maison rouge (The Red House) de Delmer Daves : Don Brent
- 1947 : Mac Coy aux poings d'or (Killer McCoy) de Roy Rowland : Bill Thorne
- 1948 : Half Past Midnight (en) de William F. Claxton : Détective-lieutenant MacDonald
- 1948 : La Femme sur la plage (The Woman on the Beach) de Jean Renoir : Otto Wernecke
- 1948 : Blonde Ice de Jack Bernhard
- 1949 : Canadian Pacific d'Edwin L. Marin : Mike Brannigan
- 1949 : Rim of the Canyon de John English : Jake Fargo
- 1950 : Le Kid du Texas (The Kid from Texas) de Kurt Neumann : Crowe
- 1950 : Dakota Lil (en) de Lesley Selander : Butch Cassidy
- 1950 : La Main qui venge (Dark City) de William Dieterle : Le suédois
- 1950 : 711 Ocean Drive de Joseph M. Newman : le mécanicien
- 1951 : Montagne rouge (Red Mountain) de William Dieterle : Benjie
- 1951 : Une place au soleil (A Place in the Sun) de George Stevens : Art Jansen
- 1951 : Les Amants du crime (Tomorrow Is Another Day) de Felix E. Feist : Le shérif
- 1951 : The Racket de John Cromwell : Sergent Jim Delaney
- 1951 : Le Sentier de l'enfer (Warpath) de Byron Haskin : Sergent Parker
- 1951 : L'Attaque de la malle-poste (Rawhide) d'Henry Hathaway : Flowers
- 1951 : Face à l'orage (I Want You) de Mark Robson : Ned Iverson
- 1951 : La Furie du Texas (Fort Worth) d'Edwin L. Marin : Shérif-adjoint Waller
- 1951 : L'Ambitieuse (Payment on Demand) de Curtis Bernhardt : Swanson
- 1952 : Le Piège d'acier (The Steel Trap) d'Andrew L. Stone : L'inspecteur des douanes
- 1952 : Mutinerie à bord (Mutiny) d'Edward Dmytryk : M. Stone
- 1952 : Duel sans merci (The Duel at Silver Creek) de Don Siegel : Pete Fargo
- 1953 : L'aventure est à l'ouest (The Great Sioux Uprising) de Lloyd Bacon : Joe Baird
- 1953 : Les Envahisseurs de la planète rouge (Invaders from Mars) de William Cameron Menzies : Sergent Finlay
- 1953 : La Rivière de la poudre (Powder River) de Louis King : Sam Harris
- 1953 : La Guerre des mondes (The War of the Worlds) de Byron Haskin : Shérif Bogany
- 1953 : The Kid from Left Field de Harmon Jones
- 1953 : Meurtre prémédité (A Blueprint for Murder) d'Andrew L. Stone
- 1954 : Bronco Apache (Apache) de Robert Aldrich : Lieutenant-colonel Beck
- 1955 : Un jeu risqué (Wichita) de Jacques Tourneur : Clint Wallace
- 1955 : Le Rendez-vous de quatre heures (Texas Lady) de Tim Whelan : Whit Sturdy
- 1955 : Un homme est passé (Bad Day at Black Rock) de John Sturges : Sam
- 1956 : La Horde sauvage (The Maverick Queen) de Joseph Kane : Shérif Wilson
- 1956 : La Caravane des hommes traqués (Canyon River) d'Harmon Jones : Maddox
- 1956 : Quadrille d'amour (Anything Goes) de Robert Lewis : Alex Todd
- 1957 : Johnny Tremain de Robert Stevenson : Paul Revere
- 1957 : Le Shérif de fer (The Iron Sheriff) de Sidney Salkow
- 1959 : Le Dernier Train de Gun Hill (Last Train from Gun Hill) de John Sturges : Shérif Bartlett
- 1960 : Sunrise at Campobello de Vincent J. Donehue : Capitaine Skinner
- 1960 : Le Héros du Pacifique (en) (The Gallant Hours) de Robert Montgomery : Capitaine Horace Keys
- 1964 : Feu sans sommation (The Quick Gun) de Sidney Salkow : Tom Morrison
- 1965 : Leçons d'amour suédoises (en) (I'll Take Sweden) de Frederick de Cordova : Bjork
- 1969 : Une poignée de plombs (Death of a Gunfighter) de Don Siegel et Robert Totten : Paul Hammond
- 1971 : Cold Turkey de Norman Lear : Cadre de la fabrique de tabac

### À la télévision
(séries)
- 1953-1956 : Badge 714 ou Coup de filet (Dragnet)
  - Saisons 3 à 5, 15 épisodes : rôles divers
- 1956 : Mon amie Flicka (My Friend Flicka)
  - Saison unique, épisode 17 Le Cavalier nocturne (Night Rider) : rôle non spécifié
- 1959-1960 : Au nom de la loi (Wanted : Dead or Alive)
  - Saison 1, épisode 26 Le Marché (Eager Man, 1959) de Don McDougall : Shérif Pat Garrett
  - Saison 2, épisode 29 Une femme dangereuse (Death Divided by Three, 1960) de George Blair : Le shérif
  - Saison 3, épisode 6 L'Évadé (The Showdown, 1960) : Shérif Walt Spence
- 1959-1962 : Laramie
  - Saison 1, épisode 16 The Pass (1959) de Lesley Selander : Sergent Coffey
  - Saison 2, épisode 14 The Passing of Kuba Smith (1961 - Weardon) de Lesley Selander et épisode 28 The Tumbleweed Wagon (1961 - Le marshal fédéral) de Lesley Selander
  - Saison 3, épisode 16 Shadows in the Dust (1962) de Joseph Kane : Le shérif
  - Saison 4, épisode 6 Lost Allegiance (1962) de Joseph Kane : Walt Helford
- 1960 : Perry Mason, première série
  - Saison 4, épisode 7 The Case of the Clumsy Clown d'Andrew V. McLaglen : Judd Curtis
- 1960-1961 : Maverick
  - Saison 3, épisode 21 The People's Friend (1960) de Leslie Goodwins : Shérif Burke
  - Saison 4, épisode 29 Substitute Gun (1961) de Paul Landres : Shérif Coleman
- 1961-1971 : Gunsmoke ou Police des plaines (Gunsmoke ou Marshal Dillon)
  - Saison 6, épisode 37 Melinda Miles (1961) : Miles
  - Saison 10, épisode 27 The Lady (1965) de Mark Rydell : Charlie
  - Saison 15, épisode 2 Stryker (1969 - Cal Hoskins) de Robert Totten et épisode 9 A Matter of Honor (1969 - Cal Haines) de Robert Totten
  - Saison 17, épisodes 12, 13 et 14 Gold Train : The Bullet (1971, Parts I, II & III) : Caldwell
- 1962 : 77 Sunset Strip
  - Saison 5, épisode 8 The Dark Wood de Richard C. Sarafian : Ben Miles
- 1962-1969 : Bonanza
  - Saison 3, épisode 30 Blessed Are They (1962) de Don McDougall : Tom Mahan
  - Saison 4, épisode 12 The Decision (1962) de William F. Claxton : Shérif Wall
  - Saison 7, épisode 2 The Dilemma (1965) de William F. Claxton : Hamilton
  - Saison 11, épisode 13 Abner Willoughby's Return (1969) d'Herschel Daugherty : Shérif Brian
- 1963 : Rawhide
  - Saison 5, épisode 18 Crooked Hat (Incident at Crooked Hat) de Don McDougall : Doc Crowley
- 1963 : L'Homme à la carabine (The Rifleman)
  - Saison 5, épisode 23 The Guest de Joseph H. Lewis : Ralph Hayden
- 1965 : Les Aventuriers du Far West (Death Valley Days)
  - Saison 13, épisode 16 The Race at Cherry Creek : Oncle Dick Wootton
- 1965 : Voyage au fond des mers (Voyage to the Bottom of the Sea)
  - Saison 1, épisode 23 L'Ordinateur humain (The Human Computer) de James Goldstone : Le second amiral
- 1965 : Perdus dans l'espace (Lost in Space)
  - Saison 1, épisode 15 Return from Outer Space de Nathan Juran : Shérif George Baxendale
- 1966 : Lassie
  - Saison 12, épisode 18 The Town That Wouldn't Die : Tom
- 1966 : Des agents très spéciaux (The Man from U.N.C.L.E.)
  - Saison 2, épisode 26 Cataclysme (The « Project Deephole » Affair) : Le directeur
- 1967 : Les Mystères de l'Ouest (The Wild Wild West)
  - Saison 2, épisode 19 La Nuit des cosaques (The Night of the Tartar), épisode 20 La Nuit de la mariée (The Night of the Vicious Valentine) et épisode 28 La Nuit des bandits (The Night of the Bogus Bandits) : Colonel Crockett
- 1967 : Le Cheval de fer (Iron Horse)
  - Saison 2, épisode 2 Consignment, Betsy the Boiler de Richard C. Sarafian : Phillips
- 1967-1972 : Le Monde merveilleux de Disney (The Wonderful World of Disney ou Disneyland)
  - Saison 13, épisode 18 Gallegher Goes West (Part I) : Tragedy on the Trail de Joseph Sargent et James Sheldon : Juge McManus
  - Saison 18, épisodes 17 et 18 Michael O'Hara the Fourth (Parts I & II) de Robert Totten : John Parsons
- 1968 : Ma sorcière bien-aimée (Bewitched)
  - Saison 4, épisode 21 La Cousine hippie (Hippie, Hippie, Hooray!) de William Asher : Giddings
- 1968 : Cher oncle Bill (Family Affair)
  - Saison 2, épisode 29 The Baby Sitters : M. James
- 1968-1971 : Doris Day comédie (The Doris Day Show)
  - Saison 1, épisode 12 Buck's Girl (1968) de Gary Nelson et épisode 19 The Tournament (1969) de Bruce Bilson : Doc Carpenter
  - Saison 2, épisode 16 Today's World Catches the Measles (1970) de Frederick De Cordova : Dr Wagner
  - Saison 4, épisode 14 Whodunnit, Doris (1971) de Marc Daniels : Head Santa
- 1969 : La Grande Vallée (The Big Valley)
  - Saison 4, épisode 13 Top of the Stairs de Virgil W. Vogel : Mike Newcomb
- 1970 : Le Virginien (The Men from Shiloh)
  - Saison 9, épisode 5 The Mysterious Mr. Tate d'Abner Biberman : Graham